# Дренсько Ребро
Дренсько Ребро (словен. Drensko Rebro) — поселення в общині Козє, Савинський регіон, Словенія. Висота над рівнем моря: 438 м. 